# 赵贵坤
赵贵坤（1964年—），广西金秀人，瑶族，中华人民共和国政治人物、第十一届全国人民代表大会广西地区代表。
毕业于中央党校党政管理专业，是中共党员。担任广西金秀瑶族自治县委副书记、县长。2008年起担任全国人大代表。